# Shiny Days/妄想ヤンデレーション/ハルノウタ
「Shiny Days/妄想ヤンデレーション/ハルノウタ」は、2017年7月19日に発売される日本の男性5人組シンセポップロックバンド、The 3 minutesの2枚目のシングル。トリプルA面シングル。

## 収録内容

### CD
| #         | タイトル                 | 作詞      | 作曲      | 時間  |
| --------- | ------------------------ | --------- | --------- | ----- |
| 1.        | 「Shiny Days」           | りょう    | ひろ坊    | 3:53  |
| 2.        | 「妄想ヤンデレーション」 | りょう    | ひろ坊    | 3:56  |
| 3.        | 「ハルノウタ」           | りょう    | ひろ坊    | 5:10  |
| 合計時間: | 合計時間:                | 合計時間: | 合計時間: | 12:59 |

## ミュージック・ビデオ
「ハルノウタ」は埼玉県秋ヶ瀬公園にて撮影された。野外でのロケはバンド初。

「妄想ヤンデレーション」は自身2度目となるフルCGを用いた制作となった。